# U-Boot-Krieg im Mittelmeer (Zweiter Weltkrieg)
Als U-Boot-Krieg im Mittelmeer werden mehrere militärische Operationen der deutschen U-Boot-Flotte vom 21. September 1941 bis zum 19. September 1944 während des Zweiten Weltkriegs im Mittelmeerraum bezeichnet.

## Operationsziele
In den ersten Jahren war es das Ziel der Achsenmächte die Versorgungsrouten der Alliierten durch das Mittelmeer zu unterbinden und Malta als strategisch günstig gelegene britische Militärbasis auszuschalten. Im späteren Kriegsverlauf sollten die deutschen U-Boote Landungsunternehmen der Alliierten in Südeuropa stören.
Um diese Ziele zu erreichen, wurden im Laufe des Krieges über 60 deutsche U-Boote durch die Straße von Gibraltar ins Mittelmeer entsandt. Karl Dönitz, Oberbefehlshaber der Unterseeboote (BdU), war sich des Risikos für seine U-Boote die Meerenge zu passieren bewusst. Gegen seine Meinung setzte die Marineführung auf Adolf Hitlers persönlichen Wunsch durch, dass ab Herbst 1941 U-Boote aus dem Tonnagekrieg im Atlantik ins Mittelmeer verlegt wurden.

## U-Boote anderer Nationen

### Regia Marina
Die Unterseestreitkräfte der italienischen Regia Marina unterstanden 1940 Admiral Mario Falangola. Das Hauptquartier befand sich in der Hafenstadt La Spezia. Von Juni 1940 bis September 1943 wurden 172 U-Boote eingesetzt, von denen 128 verloren gingen. Die älteren, größeren italienischen U-Boote erwiesen sich als schwer manövrierbar und hatten in vielen Fällen zu sperrige oder umfangreiche Aufbauten, weswegen sie z. T. nur noch als Aufklärungs- oder Transportboote eingesetzt wurden. Spätere Bootstypen und Verbesserungen bei älteren Booten führten dann ab 1941 zu besseren Ergebnissen. Im Zweiten Weltkrieg versenkten italienische U-Boote 132 Handelsschiffe (665.317 BRT) und 18 Kriegsschiffe (28.950 ts). Bis zu 32 italienische U-Boote operierten vom südfranzösischen Bordeaux aus auch im Atlantik.

### Royal Navy Submarine Service
Kurz vor Ausbruch des Zweiten Weltkriegs verlegte am 30. August 1939 der Befehlshaber der U-Boote, Admiral Bertram Watson, sein Hauptquartier von Gosport nach Aberdour in Schottland. Zu der Zeit besaß die Flotte 60 U-Boote. Während des Krieges hatte der Royal Navy Submarine Service ständig U-Boote im Mittelmeer und nutzte diese sowohl als Waffe gegen die Achsenmächte als auch zur Versorgung Maltas, zum Beispiel durch HMS Rorqual. Überwassereinheiten und später verstärkt die Royal Air Force trugen allerdings die Hauptlast der Kämpfe.

### United States Navy
Große Teile der US Navy waren mit Kriegseintritt der USA im Pazifik und im Atlantik gebunden. Erst mit Beginn der Operation Torch wurden größere Marineeinheiten auch ins Mittelmeer verlegt. Der Einsatz von US-amerikanischen U-Booten wurde allerdings nicht favorisiert.

### Royal Australian Navy
Die Royal Australian Navy hatte zu dieser Zeit keine U-Boote. Sie setzte aber mehrere Überwasserkriegsschiffe im Mittelmeer ein. Die HMAS Waterhen war 1941 der erste Kriegsschiffverlust der Royal Australian Navy während des Zweiten Weltkriegs.

## Vor dem 21. September 1941

### Erster Weltkrieg
Schon im Ersten Weltkrieg gab es U-Bootoperationen im Mittelmeer. Die größten Erfolge bei minimalen Verlusten erzielten deutsche U-Boote im Mittelmeer, sowohl gegen Kriegs- als auch gegen Handelsschiffe. Obwohl dort meist noch nach Prisenordnung vorgegangen wurde, waren die Versenkungsergebnisse, bezogen auf die Zahl der eingesetzten U-Boote, größer als im Zweiten Weltkrieg. Allein durch U 34, U 35, U 38 und U 39 wurden in diesen Gewässern insgesamt mehrere Hundert Schiffe versenkt. Die erfolgreichsten Kommandanten (de la Perière, Forstmann, Valentiner, Steinbrinck) versenkten erheblich mehr Tonnage als ihre Nachfolger bei der Kriegsmarine, was auf die erheblich verbesserten Techniken der U-Boot-Bekämpfung im Zweiten Weltkrieg zurückzuführen ist. Der letzte Befehlshaber der deutschen U-Boote im Mittelmeer war Kurt Graßhoff.
Auch die Österreichische Marine besaß und benutzte Unterseeboote. Nach drei Prototypen entschloss man sich, U-Boote für den Schutz der Kriegshäfen und der Adria zu bauen.

### Zwischenkriegsjahre
In den Zwischenkriegsjahren baute die Regina Marine ihre U-Bootflotte zur größten im Mittelmeer auf. Zu Kriegsbeginn war diese aber veraltet und konnte gegen die alliierten Abwehrmaßnahmen kaum etwas ausrichten.

### Kriegsbeginn 1939
Bis Oktober 1939 setzte Admiral Dönitz drei U-Boote auf das Mittelmeer an. U 25 und U 26, beide Typ I A von der AG Weser und U 53, Typ VII B von der Germaniawerft, sollten über Gibraltar ins Mittelmeer vordringen. Nur U-26 erreichte das Ziel, konnte ohne bestätigte Versenkungen das Mittelmeer wieder verlassen und am 5. Dezember 1939 wieder in Wilhelmshaven einlaufen. Dieses Vorhaben der drei U-Boote war ein Fehlschlag, zeigte aber die Nachteile einer langen Anfahrt und die Notwendigkeit von Stützpunkten für U-Boote im Mittelmeerraum. Während des gesamten Krieges wurden in der Straße von Gibraltar 9 deutsche U-Boote versenkt und zehn weitere teilweise schwer beschädigt.

## Ab dem 21. September 1941

### 23. U-Flottille
Die 23. U-Flottille wurde im September 1941 gegründet, um die Küstenschifffahrt der alliierten Streitkräfte zu unterbinden und die britischen Truppen während der Belagerung von Tobruk vom Nachschub abzuschneiden. Die Flottillenbasis war auf der griechischen Insel Salamis. Von dort aus patrouillierten die U-Boote hauptsächlich im östlichen Mittelmeer. Am 7. Dezember wurde das Kommando über die 23. Flottille auf den Oberbefehlshaber Süd (OB Süd) Albert Kesselring übertragen. Weitere Stützpunkte wurden in Pula (Kroatien) und La Spezia in Norditalien eingerichtet.
- U 371 passierte Gibraltar am 21. September 1941. U 371 versenkte während seiner Dienstzeit 11 Schiffe und konnte 2 beschädigen. U 371 wurde am 4. Mai 1944 vor der algerischen Küste durch die Besatzung selbstversenkt.[10]
- U 559 passierte Gibraltar am 26. September 1941. Im Mittelmeer versenkte es am 27. November 1941 die australische Sloop HMAS Parramatta (1.060 ts), am 23. Dezember 1941 das britische Gefängnisschiff Shuntien (3.059 BRT), am 26. Dezember 1941 den polnischen Frachters Warszawa (2.487 BRT) und am 10. Juni 1942 den norwegischen Tanker Athene (4.681 BRT) und den britischen Dampfer Havre (2.073 BRT). Am 30. Oktober 1942 wurde U 559 vor der Küste Ägyptens durch den britischen Zerstörer HMS Petard versenkt.[11]
- U 97 passierte Gibraltar am 27. September 1941. Während des Einsatzes im Mittelmeer wurden sieben Schiffe versenkt. Am 16. Juni 1943 wurde U 97 durch Wasserbomben einer australischen PBO-1 Hudson T der RCAF-Squadron 458 versenkt.[12]
- U 331 passierte Gibraltar am 30. September. Im Mittelmeer versenkte es am 10. Oktober 1941 das britische Landungsboot LCT 18 (360 ts), am 25. November 1941 das britische Schlachtschiff Barham (31.100 ts) und am 9. November 1942 den US-amerikanischen Truppentransporter Leedstown (9.135 BRT). Zudem konnten durch Artilleriebeschuss drei kleine Segelschiffe unbekannter Nationalität versenkt werden. Am 17. November 1942 wurde U 331 vor Algier durch eine Fairey Albacore des britischen Flugzeugträgers Formidable versenkt.[13]
- U 75 passierte Gibraltar am 3. Oktober 1941. Im Mittelmeer versenkte es am 12. Oktober 1941 die zwei britischen Landungsboote LCT-A 2 und LCT-A 7 mit jeweils 372 BRT und am 12. Oktober den britischen Dampfers Volo mit 1.587 BRT. Am 28. Dezember 1941 wurde U 75 vor Marsa Matruh durch den britischen Zerstörer Kipling versenkt.[14]
- U 79 passierte Gibraltar am 5. Oktober 1941. Im Mittelmeer versenkte U 79 sieben Schiffe. Am 16. Juni 1943 wurde U 79 westlich von Haifa von Flugzeugen der RCAF-Squadron 458 versenkt.[15]
- U 205 passierte Gibraltar am 11. November 1941. Im Mittelmeer versenkte es am 11. Juni 1942 den britischen Leichten Kreuzer Hermione. Am 17. März 1943 wurde U 205 nordwestlich von Darna durch den britischen Zerstörer Paladin versenkt.[16]
- U 81 passierte Gibraltar am 12. November 1941. Im Mittelmeer versenkte es 18 Handelsschiffe und am 13. November 1941 den britischen Flugzeugträger Ark Royal.[17]
- U 433 wurde auf der Überführungsfahrt ins Mittelmeer durch die HMS Marigold (K87) vor Gibraltar versenkt. Es erreicht zwar das Mittelmeer, aber nicht seinen Bestimmungsort. Deshalb gehörte U 433 bei seiner Versenkung offiziell noch zur 3. U-Flottille.[18]
- U 565 passierte Gibraltar am 16. November 1941. Im Mittelmeer versenkte es am 11. März 1942 den britischen Leichten Kreuzer Naiad, am 20. April 1943 den bewaffneten französischen Truppentransporter Sidi Bel Abbès und drei weitere Handelsschiffe. Am 24. September 1944 wurde das Boot auf Grund von Beschädigungen aus der letzten Feindfahrt im Stützpunkt Salamis mit drei Wasserbomben selbstversenkt.[19]
- U 431 passierte Gibraltar am 24. November 1941. Im Mittelmeer beschädigte es am 13. Dezember 1941 die Myriel mit 3.560 BRT. Am 31. Oktober 1943 wurde das Boot vor Algerien durch einen Luftangriff versenkt.[20]
- U 557 passierte Gibraltar am 26. November 1941. Im Mittelmeer versenkte es am 2. Dezember 1941 das Handelsschiff Fjord mit 4.032 BRT und am 15. Dezember den Leichten Kreuzer HMS Galatea. Am 16. Dezember 1941 wurde das Boot westlich der Insel Kreta von dem italienischen Torpedoboot Orione gerammt und versenkt.[21]
- U 562 passierte Gibraltar am 27. November 1941. Im Mittelmeer versenkte es am 22. Dezember 1942 das britische Passagierschiff Strathallan mit 23.772 BRT. Am 19. Februar 1943 wurde das Boot vor Bengasi durch einen kombinierten Angriff einer Vickers Wellington und der zwei Zerstörer Hursley und Isis versenkt.[22]
- U 95 passierte Gibraltar am 26. November 1941. Im Mittelmeer konnten keine Versenkungen erzielt werden. Am 28. November 1941 wurde das Boot vom niederländischen U-Boot O 21 torpediert und versenkt.[23]
- U 652 passierte Gibraltar am 29. November 1941. Im Mittelmeer versenkte es am  9. Dezember 1941 das französische Handelsschiff Saint Denis, am 19. Dezember 1941 den russischen Tanker Varlaam Avanesov, am 20. März 1942 den britischen Geleitzerstörer Heythrop und am 25. Dezember 1941 den Zerstörer Jaguar. Am 2. Juni 1942 wurde das Boot von einer Fairey Swordfish schwer beschädigt. U 81 konnte die gesamte Besatzung übernehmen und versenkte U 652 durch einen Torpedo. Kapitänleutnant Georg-Werner Fraatz, Kommandant von U 652, führte bei diesem Schuss das Kommando auf U 81.[24]
- U 372 passierte Gibraltar am 9. Dezember 1941. Es versenkte während seiner Einsatzzeit insgesamt drei Handelsschiffe mit einer Gesamttonnage von 11.751 BRT und ein Hilfskriegsschiff mit 14.650 BRT. Am 4. August 1942 wurde das Boot vor Haifa durch einen kombinierten Angriff einer Vickers Wellington und der vier Zerstörer Zulu, Sikh, Croome und Tetcott schwer beschädigt und von der Besatzung selbst versenkt.[25]
- U 375 passierte Gibraltar am 9. Dezember 1941. Im Mittelmeer versenkte es am 6. Juli 1942 das norwegische Handelsschiff Hero, am 26. August 1942 das britische Handelsschiff Empire Kumari und am 4. Juli 1943 das britische Handelsschiff St. Essylt. Zudem wurden noch drei kleinere Segelschiffe versenkt und der britische Minenleger HMS Manxman beschädigt. Seit dem 25. Juli 1943 wird das Boot vermisst. Letzter Kontakt zum Boot war südlich von Sizilien.[26]
- U 453 passierte Gibraltar am 9. Dezember 1941. Im Mittelmeer versenkte es insgesamt 9 Handelsschiffe und die zwei Kriegsschiffe HMS Quail und HMS Hebe. Zwei weitere Handelsschiffe wurden beschädigt. Am 21. Mai 1944 wurde das Boot durch den kombinierten Angriff der Zerstörer HMS Termagent, HMS Tenacious und HMS Liddesdale nordöstlich vom Kap Spartivento versenkt.[27]
- U 374 passierte Gibraltar am 11. Dezember 1941. Im Mittelmeer versenkte es am 11. Dezember 1941 den britischen U-Bootjäger HMS Lady Shirley und das britische Patrouillenboot HMS Rosabelle. Am 12. Januar 1942 wurde das Boot vom britischen U-Boot HMS Unbeaten südlich von Sizilien versenkt.[28]
- U 568 passierte Gibraltar am 10. Dezember 1941. Im Mittelmeer versenkte es am 24. Dezember 1941 die britische Korvette Salvia. Am 28. Mai 1942 wurde das Boot durch den kombinierten Angriff der Zerstörer Hero, Eridge und Hurworth nordöstlich von Tobruk versenkt.[29]
- U 74 passierte Gibraltar am 15. Dezember 1941. Im Mittelmeer konnte das Boot keine Erfolge erzielen. Am 2. Mai 1942 wurde das Boot durch den kombinierten Angriff eines Flugbootes vom Typ Catalina C des Geschwaders 202/C und der Zerstörer Wishart und HMS Wrestler südöstlich von Cartagena versenkt.[30]
- U 77 passierte Gibraltar am 16. Dezember 1941. Im Mittelmeer konnte es insgesamt zwölf Handelsschiffe versenken und zwei weitere beschädigen. Zudem konnte der Zerstörer HMS Grove versenkt und der Zerstörer HMS Kimberley und die Sloop HMS Stork beschädigt werden. Am 28. März 1943 wurde das Boot östlich von Cartagena durch den Luftangriff von zwei PBO Hudson der Squadron 48 und der Squadron 233 versenkt.[31]
- U 83 passierte Gibraltar am 18. Dezember 1941. Im Mittelmeer konnte es insgesamt vier Handelsschiffe versenken und ein weiteres beschädigen. Zudem konnte am 13. Juni 1942 das Q-Schiff HMS Farouk versenkt werde. Am 4. März 1943 wurde das Boot südöstlich von Cartagena von einer britischen Lockheed Hudson der Squadron 500 versenkt.[32]
- U 573 passierte Gibraltar am 18. Dezember 1941. Im Mittelmeer konnte es am 21. Dezember 1941 das norwegische Handelsschiff Hellen mit 5.289 BRT versenken. Am 29. April 1942 wurde das Boot von einer britischen Lockheed Hudson der Squadron 233 nordwestlich von Algier angegriffen und schwer beschädigt. Es konnte nach Cartagena in Spanien gelangen wo es am 2. Mai 1942 eintraf. Da das Boot auf Grund seiner schweren Schäden dort nicht repariert werden konnte, wurde es an Spanien zum Preis von 1.500.000 Reichsmark verkauft und am 2. August 1942 als S-01 von der Armada Española übernommen.[33]
- U 451 wurde am  21. Dezember 1941 nordwestlich von Tanger bei der Einfahrt in die Straße von Gibraltar von einer britischen Fairey Swordfish der Squadron 812 versenkt.[34]
- U 133 passierte Gibraltar am 21. Dezember 1941. Im Mittelmeer konnte es am 17. Januar 1942 den Zerstörer Gurkha versenken. Am 14. März 1942 lief das Boot südlich von Salamis auf eine deutsche Seemine und versank.[35]
- U 577 passierte Gibraltar am 23. Dezember 1941. Im Mittelmeer konnte das Boot keine Erfolge erzielen. Am 9. Januar 1942 wurde das Boot nordwestlich von Mersa von einer britischen Fairey Swordfish der Squadron 815 versenkt.[36]
- U 73 passierte Gibraltar am 14. Januar 1942. Im Mittelmeer konnte es zwei Handelsschiffe versenken und drei weitere beschädigen. Zudem konnte am 11. August 1942 der Flugzeugträger Eagle und am 1. Januar 1943 das Landungsboot LCT-21 versenkt werden. Am 16. Dezember 1943 wurde das Boot nördlich von Oran durch die Zerstörer Woolsey und Trippe versenkt.[37]
- U 561 passierte Gibraltar am 15. Januar 1942. Im Mittelmeer konnten drei Handelsschiffe versenkt und ein weiteres beschädigt werden. Am 12. Juli 1943 wurde das Boot in der Straße von Messina von britischen Motortorpedoboot HMS MTB-81 versenkt.[38]

### 29. U-Flottille
Im Dezember 1941 wurde die 29. U-Flottille offiziell aufgestellt. Hauptquartier war das italienische La Spezia, bis es im August 1943 nach Toulon verlegt wurde. Dort blieb es bis zur Auflösung der Flottille im September 1944. Weitere genutzte Stützpunkte waren in Pola, Messina, Marseille und weiterhin in Salamis. Ende Mai 1942 wurde die 23. U-Flottille endgültig aufgelöst und deren letzten zwei U-Boote der 29. Flottille zugeordnet. Aufgrund des Erfolges des Afrikakorps 1942 und der erfolgversprechenden neuen Jagdgründe vor der amerikanischen Küste wurden der Flottille 1942 keine weiteren U-Boote geliefert. Sie beschränkte sich in ihren Operationen auf das Abfangen von Versorgungskonvois für die ägyptische Küste und der weiteren Abriegelung von Malta. Ein Drittel der U-Boote befand sich immer im Einsatzgebiet, ein Drittel auf dem Weg zum Einsatzgebiet bzw. auf dem Rückmarsch und ein Drittel zur Versorgung, Betankung und ggf. Reparatur im Heimathafen. Ab Ende 1941 zeigte sich, dass die neue Taktik von andauernden Angriffs von Überwassereinheiten auf entdeckte U-Boote diese verwundbar macht. Erste Verluste durch diese Taktik waren U 372 und U 568, die nach mehreren Stunden versenkt werden konnten.

### Ab September 1942
Die Zweite Schlacht von El Alamein verlangte eine Konzentration von U-Booten im westlichen Mittelmeer. Deshalb wurden der 29. U-Flottille wieder U-Boote zugeordnet.
Mit Beginn der Operation Torch am 8. November 1942 und der befürchteten Landung alliierter Truppen in Französisch-Nordafrika wurden auch im Mittelmeer Wolfsrudel gebildet. Die Gruppe Hai bestehend aus den U-Booten U 77, U 205, U 331, U 431, U 561 und U 660 operierte gegen Algier und die Gruppe Delphin bestehend aus den U-Booten U 73, U 81, U 458, U 565, U 593, U 595, U 605 und U 617 operierte gegen Oran. Im Rahmen dieser Operationen gingen fünf U-Boote verloren.
Folgende U-Boote wurden der 29. U-Flottille in diesem Zeitraum neu zugewiesen:
- U 605 passierte Gibraltar am 10. Oktober.[40]
- U 458 passierte Gibraltar am 11. Oktober 1942.[41]
- U 593 passierte Gibraltar am 11. Oktober 1942.[42]
- U 660 passierte Gibraltar am 11. Oktober.[43]
- U 617 passierte Gibraltar am 8. November 1942.[44]
- U 407 passierte Gibraltar am 9. November 1942.[45]
- U 595 passierte Gibraltar am 9. November.[46]
- U 596 passierte Gibraltar am 9. November 1942.[47]
- U 755 passierte Gibraltar am 9. November 1942.[48]
- U 259 passierte Gibraltar am 11. November 1942.[49]
- U 380 passierte Gibraltar im November 1942.[50]
- U 443 passierte Gibraltar am 5. Dezember 1942.[51]
- U 602 passierte Gibraltar am 8. Dezember 1942.[52]
- U 301 passierte Gibraltar am 9. Dezember 1942.[53]
- U 224 passierte Gibraltar am 9. Januar 1943. Das Boot operierte nur vier Tage im Mittelmeer und wurde am 13. Januar 1943 westlich von Algier von der kanadischen Korvette HMCS Ville de Quebec versenkt.[54]

### Ab April 1943
Die Alliierten konnten in Nordafrika große Geländegewinne verzeichnen und dadurch auch mehrere Luftwaffenstützpunkte errichten. Ab der Operation Husky und der damit verbundenen Einnahme Siziliens wurde die Situation für deutsche U-Boote weiter verschärft. Vor allem die Vereinigte StaatenAF konnte ihre U-Boot-Aufklärung stark ausweiten. Zudem lagen einige Häfen jetzt in Reichweite amerikanischer Bomber. Die 29. Flottille konzentrierte ihre U-Boote auf Konvois im westlichen Mittelmeer und ließ nur drei Boote in Salamis um die alliierten Kräfte auf einem weiten Gebiet zu binden. Aufgrund der Konzentration im westlichen Mittelmeer und dem größeren Abstand zur USAAF wurde am 1. August 1943 das Hauptquartier der 29. Flottille von La Spezia nach Toulon verlegt.
Folgende U-Boote wurden der 29. U-Flottille in diesem Zeitraum neu zugewiesen:
- U 303 passierte Gibraltar am 9. April 1943. Im Mittelmeer konnte das Boot keine Erfolge erzielen. Am 21. Mai 1943 wurde das Boot südlich von Toulon durch das britische U-Boot Sickle versenkt.[56]
- U 414 passierte Gibraltar am 9. April 1943. Im Mittelmeer konnte es am 18. Mai 1943 das britische Handelsschiff Fort Anne beschädigen und das bewaffnete Handelsschiff Empire Eve mit 5.979 BRT versenken. Am 25. Mai 1943 wurde das Boot nordwestlich von Ténès durch die britische Korvette HMS Vetch versenkt.[57]
- U 410 passierte Gibraltar am 6. Mai 1943. Im Mittelmeer konnte es sechs Handelsschiffe, den Leichten Kreuzer Penelope und das Landungsboot LST-348 versenken. Am 11. März 1944 wurde das Boot im Dock in Toulon bei einem US-Luftangriff versenkt. Im August 1944 fiel das Boot den Streitkräften des Freien Frankreich zu. Es wurde 1946 verschrottet.[58]
- U 447 wurde am 7. Mai 1943 westlich von Gibraltar während des Durchbruchs von Lockheed Hudson der Nr. 233 Squadron versenkt.[59]
- U 616 passierte Gibraltar am 7. Mai 1943.  Im Mittelmeer beschädigte es am 14. Mai 1944 das britische Handelsschiff Fort Fidler und den britischen Tanker G.S. Walden. Am 17. Mai 1944 wurde das Boot östlich Cartagena nach schwerer Beschädigung durch die Zerstörer USS Nields, USS Gleaves, USS Ellyson, USS Macomb, USS Hambleton, USS Rodman, USS Emmons und einer britischen Vickers Wellington der Schwadron 36/K von der Besatzung selbst versenkt.[60]
- U 409 passierte Gibraltar am 5. Juni 1943. Im Mittelmeer versenkte es am 4. Juli 1944 das britische Passagierschiff City of Venice mit 8.762 BRT zusammen mit dem britischen Landungsboot HMS LCE-14. Am 12. Juli 1943 wurde das Boot bei Dellys (Algerien) durch den Zerstörer HMS Inconstant versenkt.[61]

### September 1943 bis September 1944

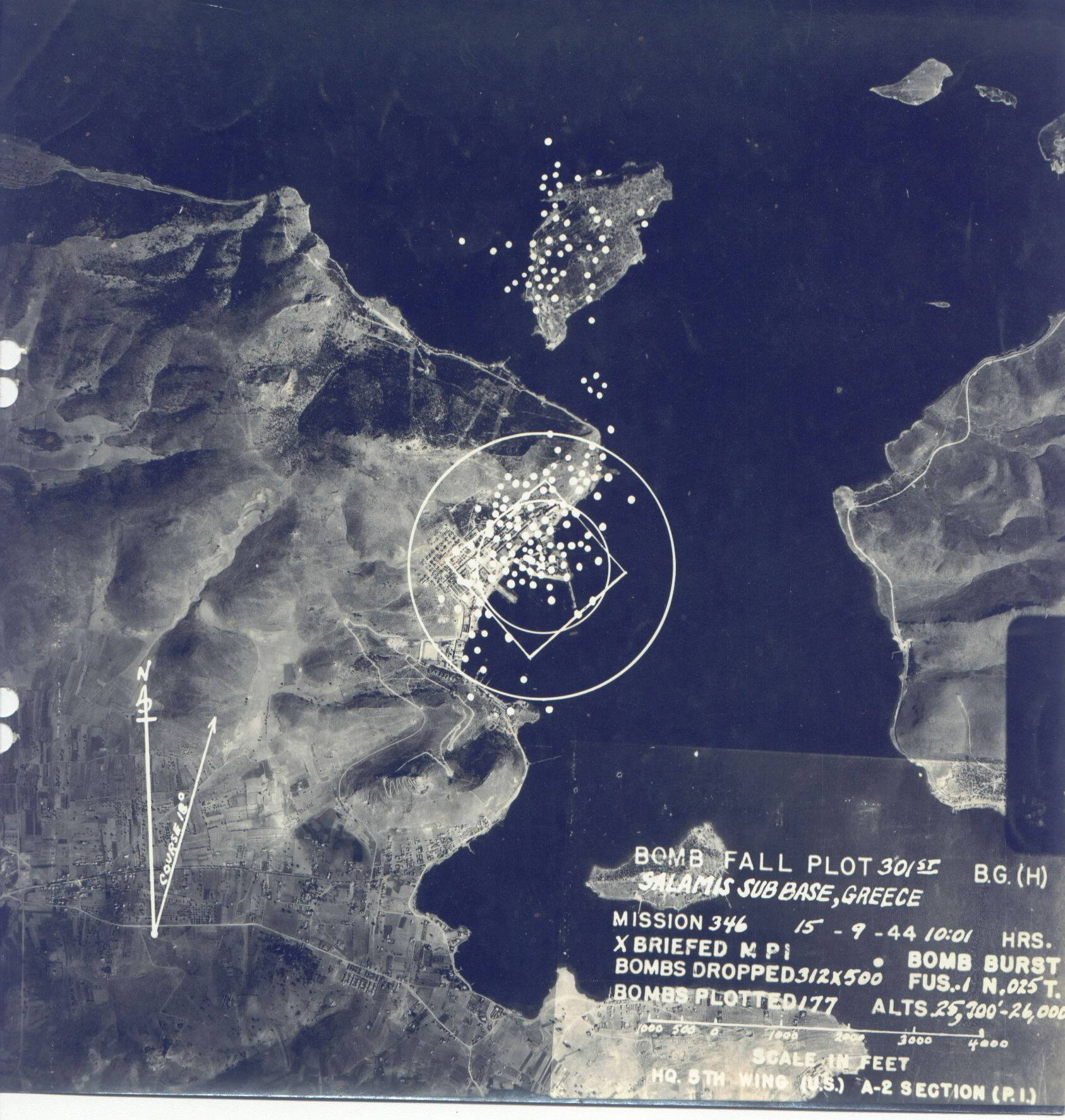
Alliierter Luftangriff auf den U-Boot-Stützpunkt Salamis am 15. September 1944

Nachdem der Waffenstillstand von Cassibile zwischen Italien und den Alliierten am 8. September 1943 bekannt gegeben wurde und Italien auf Seiten der Alliierten wechselte, wurde die Situation für die deutschen U-Boot immer schwerer. Die Anzahl alliierter Eskorten nahm ständig zu und die alliierte Luftaufklärung war lückenlos gegeben. Auch neue Ausrüstung für die U-Boote wie z. B. der Torpedo T V „Zaunkönig“ mit akustischer Eigenlenkung oder der Schnorchel konnten nicht mehr zu einer Änderung der Situation führen. Durch die Operation Dragoon in Südfrankreich und dem damit verbundenen allgemeinen deutschen Rückzug wurden alle verbleibenden U-Boote in Toulon selbst versenkt. Somit verblieben nur noch drei deutsche U-Boote im Mittelmeer, die auf Salamis stationiert waren. U 407 wurde am 19. September 1944 durch britische und polnische Zerstörer in der Ägäis versenkt, während sich U 565 und U 596, nach schweren Schäden durch mehrere Luftangriffe, am 30. September 1944 vor Salamis selbst versenkten.
Folgende U-Boote wurden der 29. U-Flottille in diesem Zeitraum neu zugeführt:
- U 223 passierte Gibraltar am 26. September 1943.[66]
- U 450 passierte Gibraltar am 1. November 1943.[67]
- U 642 passierte Gibraltar am 3. November 1943.[68]
- U 230 passierte Gibraltar am 5. Dezember 1943.[69]
- U 952 passierte Gibraltar am 3. Januar 1944.[70]
- U 343 passierte Gibraltar am 5. Januar 1944.[71]
- U 455 passierte Gibraltar am 22. Januar 1944.[72]
- U 969 passierte Gibraltar am 3. Februar 1944.[73]
- U 586 passierte Gibraltar am 13. Februar 1944.[74]
- U 967 passierte Gibraltar am 12. Februar 1944.[75]
- U 421 passierte Gibraltar am 20. März 1944.[76]
- U 466 passierte Gibraltar am 22. März 1944.[77]
- U 471 passierte Gibraltar am 31. März 1944.[78]
- U 960 passierte Gibraltar am 30. April 1944.[79]

## Verluste
Die Deutschen versenkten 95 alliierte Handelsschiffe mit einer Gesamtmenge von 449.206 Bruttoregistertonnen und 24 Kriegsschiffe verschiedener Nationen, darunter die Träger Eagle und Ark Royal, das Schlachtschiff Barham sowie vier Kreuzer, 12 Zerstörer und 5 kleinere Kriegsschiffe. Die Kriegsmarine verlor 62 U-Boote. Davon wurden 4 U-Boote durch alliierte U-Boote versenkt:
- U 95 am 28. November 1941 durch das niederländische U-Boot O 21
- U 301 am 21. Januar 1943 durch das britische U-Boot Sahib
- U 303 am 21. Mai 1943 durch das britische U-Boot Sickle
- U 374 am 12. Januar 1942 durch das britische U-Boot Unbeaten

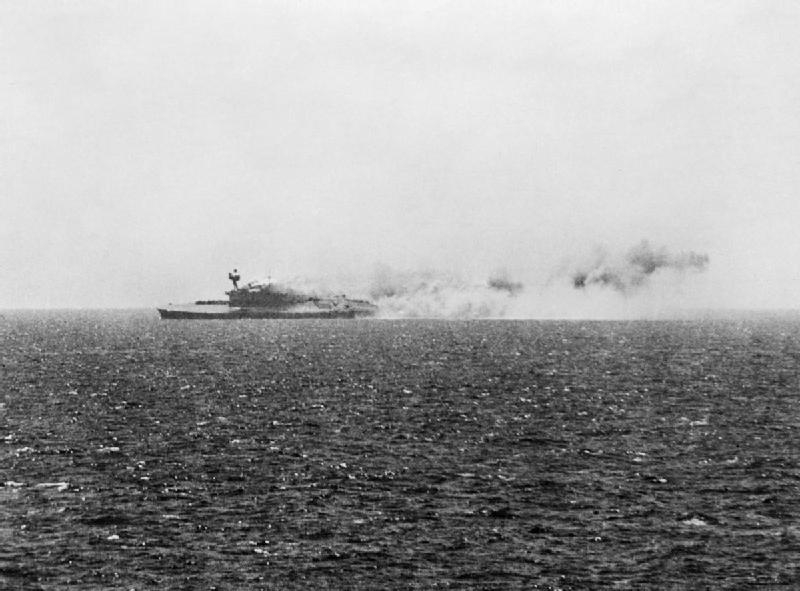
Die Eagle, mit Schlagseite kurz vor dem Untergang am 11. August 1942
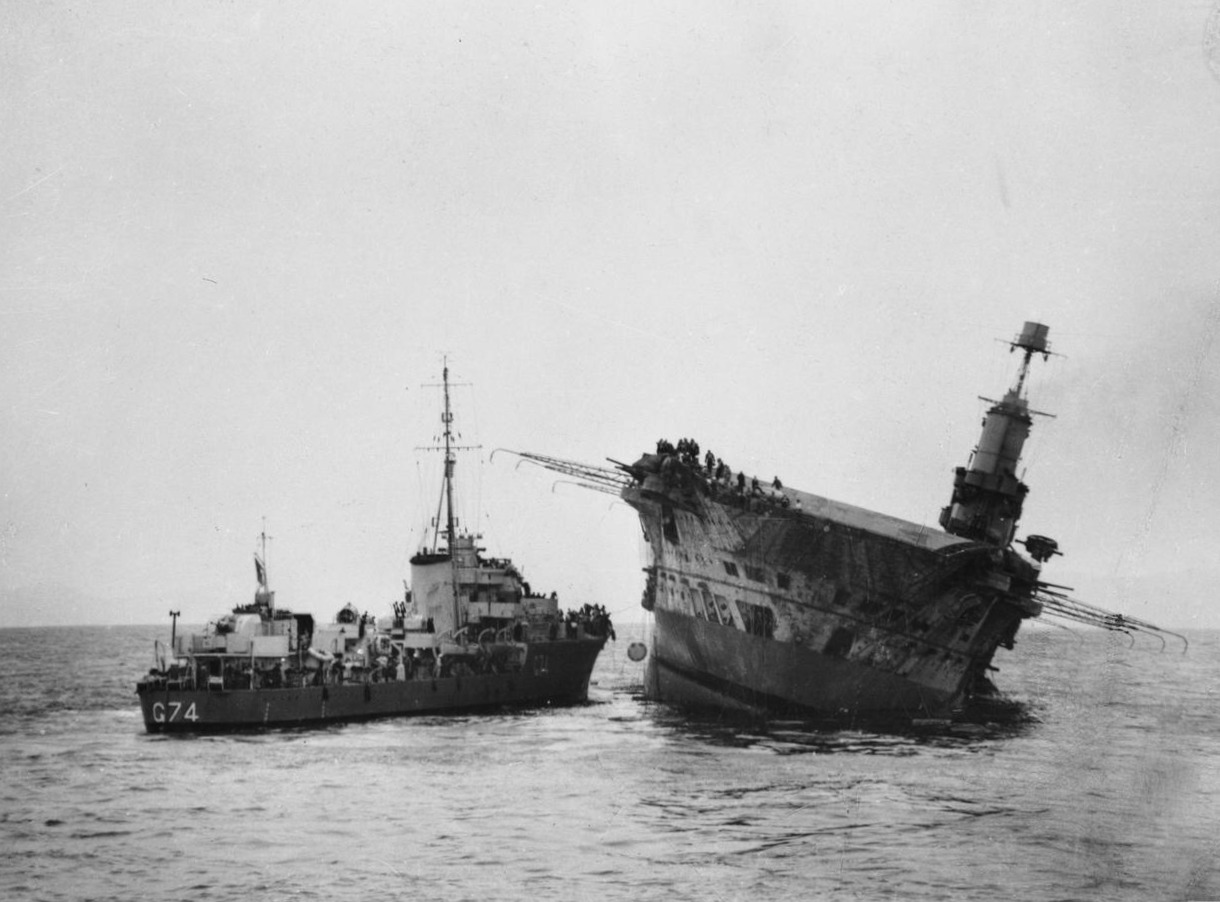
Die Ark Royal, mit Schlagseite kurz vor dem Untergang am 14. November 1941
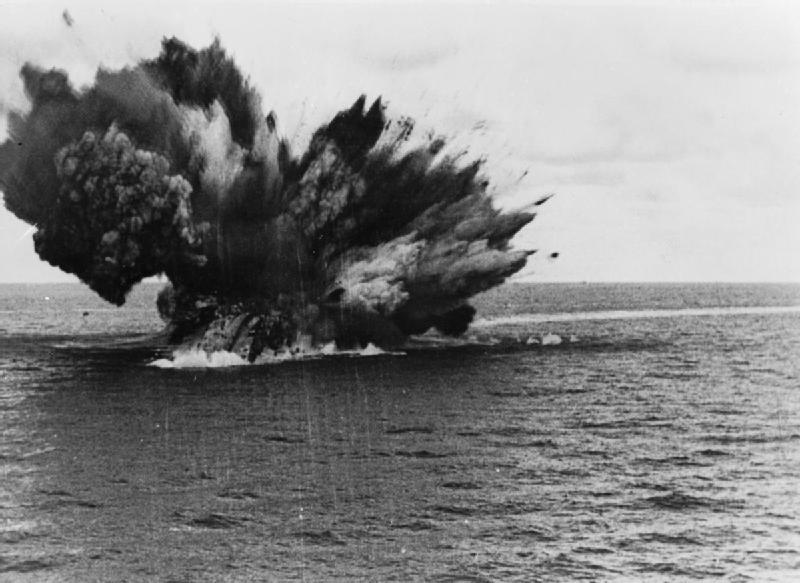
Die Barham, Explosion der Munitionskammer am 25. November 1941